# Vojtěch Suchý
Vojtěch Suchý (* 11. března 1948, Brno) je český katolický kněz a jezuita, bývalý provinciál České provincie Tovaryšstva Ježíšova (1998–2004).

## Život
V letech 1980-1990 byl administrátorem v Dačicích. Po roce 1990 působil v Perné pod Pálavou, poté na Biskupském gymnáziu v Brně, byl rektorem konviktu a rektorem jezuitského kostela Nanebevzetí Panny Marie v Brně. Od roku 2011 době působil jako spirituál školy Nativity v Děčíně-Křešicích a administrátor farnosti Benešov nad Ploučnicí. Od 1. ledna 2014 do 1. března 2017 byl také okrskovými vikářem děčínského vikariátu. Od roku 2018 se přestěhoval zpět do Brna, kde působil opět jako rektor jezuitského kostela a superior komunity. V roce 2022 se vrátil zpět do Děčína, a zároveň převzal znovu správu benešovské farnosti.